# Талал ибн Абдул-Азиз Аль Сауд
Талал ибн Абдул-Азиз ибн Абдуррахман Аль Сауд (араб. طلال بن عبد العزيز بن عبد الرحمن آل سعود‎; 15 августа 1931 — 22 декабря 2018) — член королевской династии Саудовской Аравии, сын первого короля Саудовской Аравии — Абдул-Азиза Аль Сауда. Также известный как Красный принц, принц Талал отличался в своей династии либеральными убеждениями и борьбой с консервативной политикой государства. С 1958 по 1964 год Талал возглавлял либеральное движение «Свободные эмиры».
Известен своей филантропической деятельностью, за что получил прозвище «Принц детей».

## Биография

### Ранняя биография
Родился 15 августа 1931 года в Эт-Таиф (провинция Мекка). Он был двадцатым сыном короля Абдул-Азиза. Мунаийир, его мать, была армянкой по происхождению, её семья бежала от геноцида на территории Османской империи. Мунаийир была представлена королю Абдул-Азизу эмиром Унайзы в 1921 году, когда ей было всего 12 лет, а Абдул-Азизу — 45 лет. Первый ребёнок у них родился, когда Мунаийир было 15 лет. Сына назвали Талялем, а Мунаийир согласно традиции стала зваться «Умм Талал» («мать Талаля»). Однако в 1927 году трёхлетний Талал скончался. В 1931 году Мунаийир родила Абдул-Азизу ещё одного сына, который по бедуинской традиции получил имя умершего старшего брата. Мунаийир была обращена в ислам и всю жизнь оставалась неграмотной. Британские дипломаты, работавшие в Саудовской Аравии, утверждали, что Мусаийир была одной из любимейших жён короля Абдул-Азиза. Она славилась как умом, так и красотой. Мусаийир умерла в декабре 1991 года.
У него были младший родной брат, принц Навваф (1932—2015) и родная сестра, принцесса Мадави (ум. 2017). Во время правления короля Сауда, их старшего сводного брата, принцы Талал и Наваф стали непримиримыми врагами, их разногласия касались даже вопросов наследования.

### Государственная служба

#### Министр связи
Принц Талал был назначен главой новообразованного Министерства связи в 1952 году. Затем король Абдул-Азиз создал Министерство военно-воздушных сил для решения проблемы транспорта. Из-за того, что принц Талал и принц Мишааль контролировали все саудовские авиакомпании, Саудовская Аравия фактически имела 2 отдельных воздушных флота. Конфликт закончился тем, что в апреле 1955 года Талал подал в отставку с министерского поста. После этого Министерство связи было объединено с Министерством финансов, что позволило королю Сауду обойтись без выбора преемника Талаля на его пост. Подобный же выбор мог вызвать дополнительные трения в королевской семье.

#### Министр финансов и национальной экономики
Король Сауд назначил его министром финансов и национальной экономики в 1960 году. Талал пребывал на этом посту до образования движения «Свободные эмиры». Другой причиной устранения Талаля от должности было предложение в сентябре 1961 году принять конституцию Саудовской Аравии. Король Сауд не имел намерения реформировать политическую систему страны и в итоге вынудил Талаля покинуть пост министра финансов и национальной экономики. Эту должность наследовал его брат Навваф.

### В оппозиции

#### «Свободные эмиры»
После того как дворцы Талаля были обысканы Национальной гвардией во время его отсутствия в стране, принц созвал пресс-конференцию в Бейруте 15 августа 1962 года. Его заявления на ней вызвали переполох, так как Талал открыто критиковал саудовский режим. В результате его паспорт был изъят, имущество конфисковано, а некоторые из его сторонников в Саудовской Аравии были арестованы. Ливанское правительство во избежание проблем с Эр-Риядом постаралось избавиться от Талаля и его «Свободных эмиров», и те отбыли в Египет. Там принц встретился с президентом Гамалем Абделем Насером и опубликовал книгу, где защищал конституционные реформы, объявляя социализм главным принципом ислама. Так за принцем Талалем закрепилось прозвище «Красный принц». Вскоре началась гражданская война в Северном Йемене, в которую по разные стороны были вовлечены Египет и Саудовская Аравия. Неделю спустя после её начала несколько саудовских лётчиков, перевозивших грузы к йеменской границе, перелетели в Египет, где попросили политического убежища и сообщали в прессе о зреющем недовольстве в саудовском обществе. Талал и его братья Фавваз и Бадр, а также двоюродный брат Саад начали делать заявления от имени Арабского фронта освобождения. В течение четырёх лет принц, а затем король Фейсал предпринимал попытки, в том числе и в сфере финансовых интересов, примирить мятежных принцев с королевской семьёй. Помогло в этом ему и постепенное разочарование Талаля и его сторонников в насеровском Египте, а впоследствии и ухудшение их отношений с президентом Египта.
Его возвращение в Саудовской Аравии и реабилитация стали возможны благодаря посредничеству его матери, Мунаийир. Во время изгнания его семья не поддерживала его и даже критиковала за открытую симпатию к президенту Египта, первому врагу Саудовской Аравии. В сентябре 1963 года принц Талал вернулся в Саудовскую Аравию. Король Фейсал сообщил, о том что он не простил Талаля, но в частном порядке заверил мать, что активы принца будут разморожены, и он может спокойно вернуться домой.
Принц Талал называл Совет Верности неэффективным,также он предлагал ввести конституционную монархию, его не устраивало назначения на пост Наследного принца его братьев Султана, Наифа и Салмана, поскольку считал что назначение старейших принцев приведёт страну к краху.

### Благотворительность
Поддерживал обучение женщин через AGFUND. Был председателем Арабского совета по вопросам детства и развития.Он также помог создать Фонд наставника и был почетным членом его совета попечителей, также он был соучредителем независимой комиссии по международным гуманитарным вопросам. Он также был видным членом Лиги развития Института Пастера и почетным президентом саудовского общества семейной и общинной медицины. Его и называли "принц детей".

### Личная жизнь
У него было 4 жены,от которых у него было 15 детей. Одной из его жён была Мона ас Солх - дочь первого премьер-министра Ливана Рияда Ас-Солха. Она стала матерью двух его сыновей:принца Аль-Валида (род. 1955) и принца Халида (род. 1962) и дочери:принцессы Римы. Аль-Валид и Халид являются крупными бизнесменами и инвесторами.
Его старший сын, принц Фейсал (1949—1991) умер в 1991 году, в возрасте 42 лет.
Ещё один сын, принц Турки (род. 1968) дослужился в Королевских ВВС до звания бригадного генерала, а с 27 декабря 2018 года является губернатором Асира.
Ещё один сын, принц Абдул-Азиз (род. 1982) — тоже крупный бизнесмен и инвестор, как и его два старших брата.
Его дочь, принцесса Сара (род. 1973) — филантроп, в июле 2012 года попросила политического убежища в Великобритании.

### Смерть
Умер 22 декабря 2018 года в Эр-Рияде после продолжительной болезни. Похоронен на кладбище Аль-Уд.